# 冰島佛教

冰島非基督信仰宗教團體數量走勢（1965年-2010年）

根據2021年的人口普查，冰島佛教信衆佔其人口0.43%。自20世纪90年代以来，來自佛教國家的外國（以泰國爲主）移民將佛教傳入冰島。截至2008年，有三个佛教组织被冰岛政府認可为宗教组织，其中历史最悠久、规模最大的是1996年獲得認可的上座部佛教團體冰岛佛教协会（英語：Buddhist Association of Iceland）；日本佛教曹洞宗團體冰岛之禅夜牧场（英語：Zen in Iceland–Night Pasture）則于1999年被认可；最近被認可的是创价学会分支組織冰岛创价学会，其于2008年获得认可。其他團體還包括由欧雷·尼达尔创建的藏傳佛教噶瑪噶擧派組織佛教金剛道的雷克雅未克中心等等。
由冰島佛教協會正在雷克雅未克興建的上座部佛教寺廟豪得依斯莫寺落成后，將成爲世界上位置最北的佛教寺廟。